# Па(ја)пазјанија
„Па(ја)пазјанија ” је југословенска телевизијска серија снимљена 1980. године у продукцији Телевизије Београд.

## Улоге
| Глумац       | Улога |
| ------------ | ----- |
| Павле Минчић |       |

Комплетна ТВ екипа ▼
| Редитељ    | Андрија Ђукић |
| Сценариста | Павле Минчић  |